# Вілюїт
Вілюїт — темно-зелений, коричневий або чорний силікатний мінерал з хімічною формулою Ca19(Al,Mg,Fe,Ti)13(B,Al,[ ])5Si18O68(O,OH)10.
Твердість за шкалою Мооса — 6, питома вага — 3,36.
Має склоподібний блиск, погану спайність та нерівномірний крихкий злам.
Кристалізується в тетрагональній системі та трапляється у вигляді добре сформованих кристалів з гарною зовнішньою формою. Мінерал ізоструктурний з групою везувіану і асоціюється з воластонітом та оливково-зеленими гросулярами у серпентинізованому скарні.
Мінерал відкрили в 1990-х роках і назвали на честь регіону річки Вілюй, Республіка Саха (Якутія).
Вілюїт як назва мінералу вводився двічі. Фон Леонард використовував його для мінералу, який вважався тим самим, що й везувіан. Однак нещодавно було показано, що цей матеріал багатий на бор і таким чином відрізняється від везувіану. У 1998 році цей матеріал назвали вілюїтом. Іншим автором, який ввів назву вілюїт, був Севергін, який використовував його стосовно мінералу, широко відомого як гросуляр, член групи гранатів.